# Vorwahlergebnisse der Präsidentschaftswahl in den Vereinigten Staaten 2024
Diese Seite führt die Ergebnisse der Vorwahlen zur Präsidentschaftswahl des Jahres 2024 in den Vereinigten Staaten auf.
Neben den beiden großen Parteien, den Demokraten und den Republikanern, führen auch die Green Party und die Libertarian Party jeweils mehrere reguläre Vorwahlen durch. Auch weitere Parteien führen einzelne Vorwahlen durch. Die letztlich nominierten Kandidaten aller kleineren Parteien gelten dabei als chancenlos.
Mit Stand zum 2. Januar 2024 steht der Kandidat der Libertarian Party in 33 Staaten auf dem Stimmzettel und kann damit theoretisch die nötige Mehrheit von 270 Wahlmännern erreichen (inklusive der Staaten mit parteiinternen Konflikten 36/364). Die Green Party erscheint mit Stand 23. Dezember 2023 auf den Stimmzetteln von 19 Bundesstaaten und DC, was insgesamt 252 Wahlmännerstimmen entspricht. Zudem ist in einigen Staaten write in möglich.

## Delegierte
Die Delegierten eines Bundesstaates werden auf Grundlage der Ergebnisse in den Vorwahlen nach unterschiedlichen Verfahren auf die jeweiligen Kandidaten aufgeteilt. Die Delegierten wählen auf den nationalen Parteitagen den Präsidentschaftskandidaten ihrer Partei. Seit 1982 gibt es bei den Demokraten sogenannte Superdelegierte. Diese gehen nicht aus den Vorwahlen hervor, sondern sind meist Amtsinhaber und Parteioffizielle. Bei den Republikanern gibt es unverpflichtete Delegierte.
Sowohl unverpflichtete Delegierte als auch Superdelegierte sind in ihrer Wahl des Kandidaten frei, wodurch Prognosen erschwert werden. Die Zuordnung erfolgt hier auf Grunde veröffentlichter Unterstützungsbekundungen (Endorsement) der Delegierten. Nicht jeder gibt eine solche ab und kann sich zudem auch umentscheiden, da die Endorsements unverbindlich sind.
Bei den Demokraten haben die Superdelegierten erst dann Stimmrecht, wenn in der ersten Abstimmung kein Kandidat die erforderliche Mehrheit erhielt.

## Democratic Party und Republican Party
Bei der Republican National Convention 2024 stimmten am 15. Juni 2024 2.387 Delegierte für Donald Trump als republikanischen Präsidentschaftskandidaten und für den frisch benannten J. D. Vance als seinen Running Mate.
Im Vorfeld des Parteitags der Demokraten stimmten vom 1. – 5. August 2024 die Delegierten in einer Online-Abstimmung mit mehr als 99 % für Kamala Harris als Präsidentschaftskandidatin, nachdem Joe Biden aufgegeben hatte. Vizepräsidentschaftskandidat der Demokraten ist Tim Walz.

### Kandidaten Demokraten und Republikaner
Die Tabelle gibt eine Übersicht über die gewonnenen Delegiertenstimmen. Je nach Wahlordnung in dem entsendenden Bundesstaat sind die Delegierten der Bewerber, die ihre Wahlkampagne eingestellt haben bzw. sich offiziell zurückgezogen haben, auf dem Parteitag automatisch ungebunden, weiterhin gebunden oder ungebunden, sofern sie ausdrücklich vom Bewerber entpflichtet wurden. Die ursprünglich dem Bewerber zuerkannten verpflichteten Delegierten, auch im Falle eines Rückzugs schon vor der Wahl in dem Staat, sind hier in jedem Fall mit aufgeführt.
| Demokraten | |                          |                            |                                     |
| Joe Biden Jason Palmer Vorwahl abgesagt | |                          |                            |                                     |
| Kandidat | Kandidat | Verpflichtete Delegierte | Unverpflichtete Delegierte | Online-Abstimmung vor dem Parteitag |
| Kamala Harris | Kamala Harris damalige Vizepräsidentin | –                        | –                          | 4563                                |
| ausgeschiedene Kandidaten: | |                          |                            |                                     |
| Marianne Williamson | Marianne Williamson Autorin, Unity-Church-Pastorin 7.2. Wahlkampf eingestellt, am 28.2. wieder aufgenommen. Am 12.6. Wahlkampf erneut eingestellt und am 2.7. wieder aufgenommen. Ausgeschieden am 30.7. | –                        | –                          | –                                   |
| Joe Biden | Joe Biden amtierender Präsident, ehemaliger Vizepräsident 21.7. Wahlkampf eingestellt – unterstützte Kamala Harris                                                                                       | 3906                     | –                          | –                                   |
| Jason Palmer | Jason M. Palmer Risikokapital-Unternehmer 15.5. Wahlkampf eingestellt – unterstützte Joe Biden | 3                        | –                          | –                                   |
| Dean Phillips | Dean Phillips Abgeordneter zum Repräsentantenhaus 6.3. Wahlkampf eingestellt – unterstützte Joe Biden | 5                        | –                          | –                                   |
| Delegierte gesamt: 4.695 (2.348 zum Sieg) Verpflichtete Delegierte: 3.949, davon wurden 35 durch die Wähler ausdrücklich keinem Kandidaten/keiner Kandidatin fest zugeordnet, Unverpflichtete Delegierte (Superdelegierte): 746 Stimmen gegen Harris bei der Online-Abstimmung: 52 Nicht abgegebene Delegiertenstimmen: 80 | |                          |                            |                                     |

| Republikaner | |                          |                            |                                     |
|  Donald Trump Nikki Haley | |                          |                            |                                     |
| Kandidat | Kandidat | Verpflichtete Delegierte | Unverpflichtete Delegierte | Auf dem Parteitag erhaltene Stimmen |
| Donald Trump | Donald Trump damaliger ehemaliger Präsident                                                                               | 2174                     | –                          | 2387                                |
| ausgeschiedene Kandidaten: | |                          |                            |                                     |
| Nikki Haley | Nikki Haley ehemalige UNO-Botschafterin 6.3. Wahlkampf eingestellt – unterstützte Donald Trump                            | 98                       | –                          | –                                   |
| Ryan Binkley | Ryan L. Binkley CEO von Richardson 27.2. Wahlkampf eingestellt – unterstützte Donald Trump                                | –                        | –                          | –                                   |
| Ron DeSantis | Ron DeSantis Gouverneur von Florida 21.1. Wahlkampf eingestellt – unterstützte Donald Trump                               | 9                        | –                          | –                                   |
| Vivek Ramaswamy | Vivek Ramaswamy Vorstandsvorsitzender von Strive Asset Management 15.1. Wahlkampf eingestellt – unterstützte Donald Trump | 3                        | –                          | –                                   |
| Delegierte gesamt: 2.429 (1.215 zum Sieg) Verpflichtete Delegierte: 2.284, davon wurden 0 durch die Wähler ausdrücklich keinem Kandidaten/keiner Kandidatin fest zugeordnet, Unverpflichtete Delegierte (RNC-Delegierte): 145 Stimmen gegen Trump auf dem Parteitag: 41 Nicht abgegebene Delegiertenstimmen: 1 | |                          |                            |                                     |

| sonstige Kandidaten (Demokraten), mit Zahl der Vorwahlteilnahmen | |   |                |                                                                                           |    |
| Kandidat (kursiv ausgeschieden)                                  | |   |                |                                                                                           |    |
| R. Boddie                                                        | "President" R. Boddie mehrfacher Kandidat für politische Ämter                                              | 2 |                | Frankie Lozada mehrfacher Kandidat für politische Ämter                                   | 10 |
| R. Boddie                                                        | Terrisa Lin Bukovinac Aktivistin gegen Abtreibungen                                                         | 2 |                | Stephen Lyons Klempner                                                                    | 12 |
|                                                                  | Eban Cambridge                                                                                              | 4 |                | Armando Perez-Serrato mehrfacher Kandidat für politische Ämter                            | 17 |
|                                                                  | Gabriel Cornejo Unternehmer 18.3. Kandidatur zurückgezogen                                                  | 8 |                | Donald Picard Software-Entwickler                                                         | 2  |
| Mark Greenstein                                                  | Mark S. "Greenie" Greenstein mehrfacher Kandidat für politische Ämter, zuletzt für Amigo Constitution Party | 2 | Vermin Supreme | Vermin Supreme Performance-Künstler und Aktivist für Anarchismus, zuletzt für Libertarian | 1  |
| John Haywood                                                     | John D. Haywood Rechtsanwalt, mehrfacher Kandidat für politische Ämter                                      | 1 | Cenk Uygur     | Cenk Uygur Internetmoderator und politischer Aktivist                                     | 7  |
|                                                                  | Star Locke mehrfacher Kandidat für politische Ämter                                                         | 2 |                |                                                                                           |    |

| sonstige Kandidaten (Republikaner), mit Zahl der Vorwahlteilnahmen | |    |                      | |    |
| Kandidat (kursiv ausgeschieden)                                    | |    |                      | |    |
|                                                                    | John A. Castro Steuerberater, mehrfacher Kandidat für politische Ämter                                   | 3  | Mary Maxwell         | Mary Maxwell mehrfache Kandidatin für politische Ämter                                                            | 1  |
|                                                                    | Heath Fulkerson                                                                                          | 1  | David J. Stuckenberg | David J. Stuckenberg Kampfpilot (Texas National Guard), CEO Generational Equity Group 26.3. Wahlkampf eingestellt | 16 |
| Asa Hutchinson                                                     | Asa Hutchinson Ehemaliger Gouverneur von Arkansas 16.1. Wahlkampf eingestellt – unterstützte Nikki Haley | 16 |                      | Rachel H. "MoHawk" Swift                                                                                          | 4  |
|                                                                    | Donald M. Kjornes ehemaliger Immobilienmakler                                                            | 2  |                      | |    |

### Einzelergebnisse Demokraten und Republikaner

#### Einzelergebnisse der Bundesstaaten
Kandidaten, die ihre Bewerbung zurückgezogen haben, sind bei nachfolgenden Vorwahlen gekennzeichnet. Es ist in vielen Staaten auch möglich, für Unentschlossen oder für Kein bevorzugter Kandidat zu stimmen, was jeweils Delegierte ergibt, die frei entscheiden können, welchen Kandidaten sie wählen.
Die Zahl der Delegierten werden gemäß dem Stimmanteil in den Primaries und Caucuses (Conventions) bestimmt. Neben dem Stimmanteil werden dabei komplizierte, je nach Staat unterschiedliche, Vorwahlrichtlinien zu Grunde gelegt. In einigen Staaten besteht Verhältniswahlrecht in anderen gilt Mehrheitswahlrecht, in manchen eine Mischform (Winner-take-most). Dabei kommen teils Sperrklauseln von bis zu 15 % zur Anwendung.
Alle Ergebnisse sind auf zehntel Prozent gerundet, vorläufige Zahlen sind auf ganze Prozent gerundet. Im Regelfall sind alle Kandidaten aufgeführt, die mindestens 0,05 % der Stimmen erhielten. Auf Ausnahmen hiervon wird als Anmerkung hingewiesen. Der Eintrag Sonstige ist nur vorhanden, wenn diese mindestens 1 Stimme erhalten haben. Hat nur ein Sonstiger Kandidat / eine Sonstige Kandidatin Stimmen erhalten, ist diese(r) namentlich genannt.
| Datum | Bundesstaat                  | Delegierte | Ergebnis Demokraten Platzierung, Kandidat, Stimmenanteil, verpflichtete Delegierte | Ergebnis Republikaner Platzierung, Kandidat, Stimmenanteil, verpflichtete Delegierte |
| --- | ---------------------------- | --- | --- | --- |
| Demokraten: 5. März 2024 (Bekanntgabe – komplexes Abstimmverfahren, beginnend am 12. Januar) Republikaner: 15. Januar 2024 | Iowa                         | Demokraten: 40 Delegierte 6 Superdelegierte Republikaner: 40 Delegierte 0 unverpflichtete Delegierte                                                                 | President Preference Cards Ergebnis der Abstimmung durch die Wähler: 1. Joe Biden (90,4 %) 2. Unentschlossen (4,5 %) 3. Dean B. Phillips (2,9 %) 4. Marianne D. Williamson (2,2 %) Die Delegiertenverteilung für den Parteitag erfolgte nicht direkt durch die Abstimmung der Wahlberechtigten, sondern über den Anteil an sogenannten „State Delegate Equivalents“, welche hier wiedergegeben sind: 1. Joe Biden (90,9 %) 40 2. Unentschlossen (3,9 %) 0 3. Dean Phillips (3,0 %) 0 4. Marianne Williamson (2,2 %) 0 | Precinct Caucuses 1. Donald Trump (51,0 %) 20 2. Ron DeSantis (21,3 %) 9 3. Nikki Haley (19,1 %) 8 4. Vivek Ramaswamy (7,6 %) 3 5. Ryan L. Binkley (0,7 %) 0 6. Asa Hutchinson (0,2 %) 0 7. Sonstige (kumuliert) (0,1 %) 0 |
| Demokraten: 23. Januar – 27. April 2024 Republikaner: 23. Januar 2024 | New Hampshire                | Demokraten: 25 Delegierte 9 Superdelegierte Republikaner: 22 Delegierte 0 unverpflichtete Delegierte                                                                 | Advisory Primary Kandidaten, die sich für die staatliche Vorwahl registriert hatten, erhielten keine Delegierten. 1. Joe Biden Write-In (63,8 %) 0 2. Dean B. Phillips (19,7 %) 0 3. Marianne Williamson (4,0 %) 0 4. Nikki Haley Write-In (3,8 %) 0 5. Donald J. Trump Write-In (1,7 %) 0 6. Derek Nadeau (1,3 %) 0 7. Waffenstillstand (Write-In) (1,2 %) 0 8. Vermin Supreme (0,7 %) 0 9. John Vail (0,6 %) 0 10. Robert F. Kennedy, Jr. Write-In (0,4 %) 0 11. Donald Picard (0,3 %) 0 12. Paperboy Love Prince (0,3 %) 0 13. Paul V LaCava (0,1 %) 0 14. Jason Michael Palmer (0,1 %) 0 15. President Boddie (0,1 %) 0 16. Mark Stewart Greenstein (0,1 %) 0 17. Bernie Sanders Write-In (0,1 %) 0 (keine Bewerbung erklärt) 18. Sonstige inkl. weiterer Write-In (kumuliert) (1,7 %) 0 Party-Run delegate selection Primary Nur Kandidaten, die an der parteiinternen Vorwahl teilnahmen, konnten Delegierte erhalten. Joe Biden soll der einzige Kandidat gewesen sein. Das genaue Wahlergebnis liegt nicht vor. 1. Joe Biden 25 | Primary 1. Donald Trump (54,3 %) 13 2. Nikki Haley (43,3 %) 9 3. Joe Biden Write-In (0,2 %) 0 4. Ryan L. Binkley (0,1 %) 0 5. Mary Maxwell (0,1 %) 0 6. Robert Kennedy Jr Write-In (0,1 %) 0 7. Sonstige inkl. weiterer Write-In (kumuliert) (0,3 %) 0 Ron DeSantis (0,7 %) 0 Chris Christie (0,5 %) 0 Vivek Ramaswamy (0,3 %) 0 Mike Pence (0,1 %) 0 Tim Scott (0,1 %) 0 Doug Burgum (0,1 %) 0                                                              |
| Demokraten: 8. Juni 2024 Republikaner: 8. Februar 2024 Aufgrund der regelwidrig vor dem 1. März abgehaltenen Wahl und den ebenfalls regelwidrigen lokalen Bestimmungen zur Delegiertenzuteilung nur vier statt neun Delegierte bei den Republikanern | Amerikanische Jungferninseln | Die Einwohner haben bei den US-Präsidentenwahlen kein Stimmrecht. Demokraten: 7 Delegierte 6 Superdelegierte Republikaner: 4 Delegierte 0 unverpflichtete Delegierte | Party-run Primary 1. Joe Biden (99,6 %) 7 2. Marianne Williamson (0,2 %) 0 3. Unentschlossen (0,2 %) 0 | Territorial Caucus Ergebnis des 6. Wahlgangs 1. Donald Trump (74,2 %) 4 2. Nikki Haley (25,8 %) 0 |
| Demokraten: 6. Februar 2024 Republikaner: 6. – 8. Februar 2024 | Nevada                       | Demokraten: 36 Delegierte 13 Superdelegierte Republikaner: 26 Delegierte 0 unverpflichtete Delegierte                                                                | Primary 1. Joe Biden (89,3 %) 36 2. Gegen alle (5,6 %) 0 3. Marianne Williamson (3,1 %) 0 4. Gabriel Cornejo (0,6 %) 0 5. Jason Michael Palmer (0,4 %) 0 6. Frankie Lozada (0,2 %) 0 7. Mando Perez-Serrato (0,2 %) 0 8. John D. Haywood (0,2 %) 0 9. Stephen Lyons (0,1 %) 0 10. Superpayaseria Crystalroc (0,1 %) 0 11. Donald Picard (0,1 %) 0 12. Brent Foutz (0,1 %) 0 13. Stephen Alan Leon (0,1 %) 0 14. Sonstige (nur Mark R. Prascak) (0,0 %) 0 | Advisory Primary Kandidaten, die an der Primary teilnahmen, erhielten keine Delegierten. 1. Gegen alle (63,3 %) 0 2. Nikki Haley (30,6 %) 0 3. John Anthony Castro (0,3 %) 0 4. Donald Kjornes (0,2 %) 0 5. Heath V. Fulkerson (0,1 %) 0 Mike Pence (3,9 %) 0 Tim Scott (1,3 %) 0 Hirsh V. Singh (0,2 %) 0 Precinct Caucuses Nur Kandidaten, die am Caucus teilnahmen, konnten Delegierte erhalten. 1. Donald Trump (99,1 %) 26 2. Ryan L. Binkley (0,9 %) 0 |
| Demokraten: 3. Februar 2024 Republikaner: 24. Februar 2024 | South Carolina               | Demokraten: 55 Delegierte 10 Superdelegierte Republikaner: 50 Delegierte 0 unverpflichtete Delegierte                                                                | Primary 1. Joe Biden (96,2 %) 55 2. Marianne Williamson (2,1 %) 0 3. Dean Phillips (1,7 %) 0 | Primary 1. Donald Trump (59,8 %) 47 2. Nikki Haley (39,5 %) 3 3. Ryan L. Binkley (0,1 %) 0 4. Sonstige (nur David Stuckenberg) (0,0 %) 0 Ron DeSantis (0,4 %) 0 Vivek Ramaswamy (0,1 %) 0 Chris Christie (0,1 %) 0 |
| Demokraten: 23. Mai 2024 Republikaner: 2. März 2024 | Idaho                        | Demokraten: 23 Delegierte 4 Superdelegierte Republikaner: 32 Delegierte 0 unverpflichtete Delegierte                                                                 | County Caucuses 1. Joe Biden (95,2 %) 23 2. Marianne Williamson (3,3 %) 0 3. David Olscamp (0,6 %) 0 4. Armando Perez-Serrato (0,1 %) 0 Dean Phillips (0,6 %) 0 Jason Palmer (0,2 %) 0 | Presidential Preference Caucus 1. Donald Trump (84,9 %) 32 2. Nikki Haley (13,2 %) 0 Ron DeSantis (1,3 %) 0 Vivek Ramaswamy (0,2 %) 0 Chris Christie (0,2 %) 0 Ryan L. Binkley (0,1 %) 0 |
| Demokraten: 27. Februar 2024 Republikaner: 27. Februar – 2. März 2024 | Michigan                     | Demokraten: 117 Delegierte 21 Superdelegierte Republikaner: 55 Delegierte 0 unverpflichtete Delegierte                                                               | Primary 1. Joe Biden (81,1 %) 115 2. Unentschlossen (13,2 %) 2 3. Dean Phillips (2,7 %) 0 4. Write-In (kumuliert) (0,0 %) 0 Marianne Williamson (3,0 %) 0 | State run Primary 16 der 55 Delegierten werden in der Vorwahl bestimmt 1. Donald Trump (68,1 %) 12 2. Nikki Haley (26,6 %) 4 3. Unentschlossen (3,0 %) 0 4. Ryan L. Binkley (0,2 %) 0 Ron DeSantis (1,2 %) 0 Chris Christie (0,4 %) 0 Vivek Ramaswamy (0,3 %) 0 Asa Hutchinson (0,1 %) 0 State Convention 39 der 55 Delegierten werden per Caucus/Convention bestimmt 1. Donald Trump (97,8 %) 39 2. Nikki Haley (2,2 %) 0                                   |
| Demokraten: 4. Juni 2024 Republikaner: 1.–3. März 2024 | Washington, D.C.             | Demokraten: 20 Delegierte 29 Superdelegierte Republikaner: 19 Delegierte 0 unverpflichtete Delegierte                                                                | Primary 1. Joe Biden (86,9 %) 20 2. Henrietta Rose Write-In (7,7 %) 0 3. Marianne Williamson (4,3 %) 0 4. Mando Perez-Serrato (1,1 %) 0 | Party-run Primary 1. Nikki Haley (62,9 %) 19 2. Donald Trump (33,2 %) 0 3. David Stuckenberg (0,4 %) 0 4. Sonstige (nur Ryan Binkley) (0,0 %) 0 Ron DeSantis (1,9 %) 0 Chris Christie (0,9 %) 0 Vivek Ramaswamy (0,7 %) 0 |
| Demokraten: 30. März 2024 Republikaner: 4. März 2024 | North Dakota                 | Demokraten: 13 Delegierte 4 Superdelegierte Republikaner: 29 Delegierte 0 unverpflichtete Delegierte                                                                 | Party-Run Primary 1. Joe Biden (92,4 %) 13 2. Marianne Williamson (3,4 %) 0 3. Cenk Uygur (1,4 %) 0 4. Eban Cambridge (0,4 %) 0 5. Stephen P. Lyons (0,3 %) 0 6. Jason Palmer (0,2 %) 0 Dean Phillips (1,8 %) 0 | Presidential Preference Caucus 1. Donald Trump (84,4 %) 29 2. Nikki Haley (14,1 %) 0 3. David Stuckenberg (1,0 %) 0 Ryan Binkley (0,5 %) 0 |
| 5. März 2024 | Alabama                      | Demokraten: 52 Delegierte 6 Superdelegierte Republikaner: 50 Delegierte 0 unverpflichtete Delegierte                                                                 | Primary 1. Joe Biden (89,5 %) 52 2. Unentschlossen (6,0 %) 0 3. Dean Phillips (4,5 %) 0 | Primary 1. Donald Trump (83,2 %) 50 2. Nikki Haley (13,0 %) 0 3. Unentschlossen (1,6 %) 0 4. David Stuckenberg (0,1 %) 0 Ron DeSantis (1,4 %) 0 Vivek Ramaswamy (0,3 %) 0 Chris Christie (0,2 %) 0 Ryan L. Binkley (0,1 %) 0 |
| Demokraten: 13. April 2024 Republikaner: 5. März 2024 | Alaska                       | Demokraten: 15 Delegierte 5 Superdelegierte Republikaner: 29 Delegierte 0 unverpflichtete Delegierte                                                                 | Tier 1 Caucuses 1. Joe Biden (100 %) 15 | Presidential Preference Caucus (Party run primary) 1. Donald Trump (87,6 %) 29 2. Nikki Haley (12,0 %) 0 Vivek Ramaswamy (0,4 %) 0 |
| 5. März 2024 | Arkansas                     | Demokraten: 31 Delegierte 5 Superdelegierte Republikaner: 40 Delegierte 0 unverpflichtete Delegierte                                                                 | Primary 1. Joe Biden (88,5 %) 31 2. Marianne Williamson (4,8 %) 0 3. Dean Phillips (2,9 %) 0 4. Stephen P. Lyons (1,8 %) 0 5. Mando Perez-Serrato (1,1 %) 0 6. Frankie Lozada (1,0 %) 0 | Primary 1. Donald Trump (76,9 %) 39 2. Nikki Haley (18,4 %) 1 3. David Stuckenberg (0,1 %) 0 Asa Hutchinson (2,8 %) 0 Ron DeSantis (1,2 %) 0 Vivek Ramaswamy (0,3 %) 0 Chris Christie (0,2 %) 0 Ryan L. Binkley (0,1 %) 0 Doug Burgum (0,1 %) 0 |
| 5. März 2024 | Colorado                     | Demokraten: 72 Delegierte 15 Superdelegierte Republikaner: 37 Delegierte 0 unverpflichtete Delegierte                                                                | Primary 1. Joe Biden (82,5 %) 72 2. Nicht festgelegt (9,0 %) 0 3. Dean Phillips (3,1 %) 0 4. Marianne Williamson (2,9 %) 0 5. Gabriel Cornejo (0,7 %) 0 6. Jason Michael Palmer (0,7 %) 0 7. Mando Perez-Serrato (0,4 %) 0 8. Frankie Lozada (0,4 %) 0 9. Stephen P Lyons (0,3 %) 0 | Primary 1. Donald Trump (63,5 %) 24 2. Nikki Haley (33,3 %) 13 3. Write-In (kumuliert) (0,0 %) 0 Ron DeSantis (1,4 %) 0 Chris Christie (0,8 %) 0 Vivek Ramaswamy (0,6 %) 0 Ryan L. Binkley (0,3 %) 0 Asa Hutchinson (0,1 %) 0 |
| 5. März 2024 | Kalifornien                  | Demokraten: 424 Delegierte 71 Superdelegierte Republikaner: 169 Delegierte 0 unverpflichtete Delegierte                                                              | Primary 1. Joe Biden (89,1 %) 424 2. Marianne Williamson (4,1 %) 0 3. Dean Phillips (2,8 %) 0 4. Mando Perez-Serrato (1,2 %) 0 5. Gabriel Cornejo (1,2 %) 0 6. President R Boddie (0,7 %) 0 7. Stephen P Lyons (0,6 %) 0 8. Eban Cambridge (0,4 %) 0 9. Write-In (kumuliert) (0,0 %) 0 | Primary 1. Donald Trump (79,2 %) 169 2. Nikki Haley (17,4 %) 0 3. Rachel Swift (0,2 %) 0 4. David Stuckenberg (0,2 %) 0 5. Sonstige (nur Ryan Stephen Ehrenreich, Write-In) (0,0 %) 0 Ron DeSantis (1,4 %) 0 Chris Christie (0,8 %) 0 Vivek Ramaswamy (0,4 %) 0 Ryan L. Binkley (0,1 %) 0 Asa Hutchinson (0,1 %) 0 |
| 5. März 2024 | Maine                        | Demokraten: 24 Delegierte 8 Superdelegierte Republikaner: 20 Delegierte 0 unverpflichtete Delegierte                                                                 | Primary 1. Joe Biden (92,2 %) 24 2. Dean Phillipps (7,1 %) 0 3. Stephen Lyons Write-In (0,7 %) 0 | Primary 1. Donald Trump (72,6 %) 20 2. Nikki Haley (25,6 %) 0 Ron DeSantis (1,1 %) 0 Vivek Ramaswamy (0,4 %) 0 Ryan L. Binkley (0,3 %) 0 |
| 5. März 2024 | Massachusetts                | Demokraten: 92 Delegierte 24 Superdelegierte Republikaner: 40 Delegierte 0 unverpflichtete Delegierte                                                                | Primary 1. Joe Biden (81,6 %) 92 2. Kein bevorzugter Kandidat (9,2 %) 0 3. Dean Phillips (4,5 %) 0 4. Marianne Williamson (3,1 %) 0 5. Write-In (kumuliert) (1,6 %) 0 | Primary 1. Donald Trump (59,8 %) 40 2. Nikki Haley (36,8 %) 0 3. Kein bevorzugter Kandidat (1,0 %) 0 4. Write-In (kumuliert) (0,3 %) 0 Chris Christie (0,9 %) 0 Ron DeSantis (0,7 %) 0 Vivek Ramaswamy (0,3 %) 0 Ryan L. Binkley (0,1 %) 0 Asa Hutchinson (0,1 %) 0 |
| 5. März 2024 | Minnesota                    | Demokraten: 75 Delegierte 18 Superdelegierte Republikaner: 39 Delegierte 0 unverpflichtete Delegierte                                                                | Primary 1. Joe Biden (70,1 %) 64 2. Unentschlossen (18,8 %) 11 3. Dean Phillips (7,8 %) 0 4. Marianne Williamson (1,4 %) 0 5. Jason Palmer (0,3 %) 0 6. Cenk Uyger (sic!) (0,3 %) 0 7. Mando Perez-Serrato (0,2 %) 0 8. Gabriel Cornejo (0,1 %) 0 9. Frankie Lozada (0,1 %) 0 10. Eban Cambridge (0,1 %) 0 11. Write-In (kumuliert) (0,8 %) 0 | Primary 1. Donald Trump (68,9 %) 27 2. Nikki Haley (28,8 %) 12 3. Write-In (kumuliert) (0,2 %) 0 Ron DeSantis (1,2 %) 0 Vivek Ramaswamy (0,4 %) 0 Chris Christie (0,4 %) 0 |
| 5. März 2024 | North Carolina               | Demokraten: 116 Delegierte 18 Superdelegierte Republikaner: 74 Delegierte 0 unverpflichtete Delegierte                                                               | Primary 1. Joe Biden (87,3 %) 115 2. Kein bevorzugter Kandidat (12,7 %) 1 | Primary 1. Donald Trump (73,8 %) 62 2. Nikki Haley (23,3 %) 12 3. Kein bevorzugter Kandidat (0,7 %) 0 Ron DeSantis (1,4 %) 0 Vivek Ramaswamy (0,3 %) 0 Chris Christie (0,3 %) 0 Ryan L. Binkley (0,1 %) 0 Asa Hutchinson (0,1 %) 0 |
| 5. März 2024 | Oklahoma                     | Demokraten: 36 Delegierte 5 Superdelegierte Republikaner: 43 Delegierte 0 unverpflichtete Delegierte                                                                 | Primary 1. Joe Biden (73,0 %) 36 2. Marianne Williamson (9,1 %) 0 3. Dean Phillips (8,9 %) 0 4. Stephen Lyons (4,8 %) 0 5. Cenk Uygur (2,2 %) 0 6. Armando Mando Perez-Serrato (2,0 %) 0 | Primary 1. Donald Trump (81,8 %) 43 2. Nikki Haley (15,9 %) 0 3. David Stuckenberg (0,1) 0 Ron DeSantis (1,3 %) 0 Chris Christie (0,4 %) 0 Vivek Ramaswamy (0,3 %) 0 Asa Hutchinson (0,1 %) 0 Ryan L. Binkley (0,1 %) 0 |
| 5. März 2024 | Tennessee                    | Demokraten: 63 Delegierte 9 Superdelegierte Republikaner: 58 Delegierte 0 unverpflichtete Delegierte                                                                 | Primary 1. Joe Biden (92,1 %) 63 2. Unentschlossen (7,9 %) 0 | Primary 1. Donald Trump (77,3 %) 58 2. Nikki Haley (19,5 %) 0 3. Unentschlossen (0,8 %) 0 4. David Stuckenberg (0,1) 0 Ron DeSantis (1,4 %) 0 Chris Christie (0,3 %) 0 Vivek Ramaswamy (0,3 %) 0 Ryan Binkley (0,1 %) 0 Asa Hutchinson (0,1 %) 0 |
| 5. März 2024 | Texas                        | Demokraten: 244 Delegierte 28 Superdelegierte Republikaner: 161 Delegierte 0 unverpflichtete Delegierte                                                              | Primary 1. Joe Biden (84,6 %) 244 2. Marianne Williamson (4,4 %) 0 3. Mando Perez-Serrato (2,8 %) 0 4. Dean Phillips (2,7 %) 0 5. Gabriel A. Cornejo (1,8 %) 0 6. Cenk Uygur (1,6 %) 0 7. Frankie Lozada (1,2 %) 0 8. Star Locke (0,9 %) 0 | Primary 1. Donald Trump (77,8 %) 161 2. Nikki Haley (17,5 %) 0 3. Unentschlossen (2,0 %) 0 4. David Stuckenberg (0,1) 0 Ron DeSantis (1,6 %) 0 Vivek Ramaswamy (0,5 %) 0 Chris Christie (0,4 %) 0 Asa Hutchinson (0,1 %) 0 Ryan L. Binkley (0,1 %) 0 |
| 5. März 2024 | Utah                         | Demokraten: 30 Delegierte 4 Superdelegierte Republikaner: 40 Delegierte 0 unverpflichtete Delegierte                                                                 | Primary 1. Joe Biden (86,8 %) 30 2. Marianne Deborah Williamson (5,2 %) 0 3. Dean Benson Phillips (4,5 %) 0 4. Gabriel Cornejo (2,2 %) 0 5. Frank Lozada (1,3 %) 0 | Precinct Caucuses 1. Donald Trump (56,4 %) 40 2. Nikki Haley (42,7 %) 0 Ryan Binkley (1,0 %) 0 |
| 5. März 2024 | Vermont                      | Demokraten: 16 Delegierte 8 Superdelegierte Republikaner: 17 Delegierte 0 unverpflichtete Delegierte                                                                 | Primary 1. Joe Biden (83,0 %) 16 2. Marianne Williamson (4,2 %) 0 3. Dean Phillips (2,8 %) 0 4. Leere Stimmzettel (2,2 %) 0 5. Mark Stewart Greenstein (1,1 %) 0 6. Cenk Uygur (1,0 %) 0 7. Jason Michael Palmer (0,6 %) 0 8. Ungültige Stimmzettel (0,1 %) 0 9. Write-In (kumuliert) (4,9 %) 0 | Primary 1. Nikki Haley (49,3 %) 9 2. Donald Trump (45,1 %) 8 3. Leere Stimmzettel (0,9 %) 0 4. Ungültige Stimmzettel (0,1 %) 0 5. Write-In (kumuliert) (0,8 %) 0 Chris Christie (1,4 %) 0 Ron Desantis (1,3 %) 0 Vivek Ramaswamy (0,7 %) 0 Ryan L. Binkley (0,4 %) 0 |
| 5. März 2024 | Virginia                     | Demokraten: 99 Delegierte 20 Superdelegierte Republikaner: 45 Delegierte 3 unverpflichtete Delegierte                                                                | Primary 1. Joe Biden (88,5 %) 99 2. Marianne Williamson (8,0 %) 0 3. Dean Benson Phillips (3,5 %) 0 | Primary 1. Donald Trump (63,0 %) 39 2. Nikki Haley (35,0 %) 6 Ron D. DeSantis (1,1 %) 0 Chris Christie (0,5 %) 0 Vivek Ramaswamy (0,4 %) 0 Ryan L. Binkley (0,1 %) 0 |
| Demokraten: 5. März 2024 Republikaner: 8. März 2024 | Amerikanisch-Samoa           | Demokraten: 6 Delegierte 5 Superdelegierte Republikaner: 0 Delegierte 9 unverpflichtete Delegierte                                                                   | Territorial Caucus 1. Jason Palmer (56,0 %) 3 2. Joe Biden (44,0 %) 3 | Territorial Caucus 1. Donald Trump (100,0 %) 0 |
| Demokraten: 5. März – 12. März 2024 Republikaner: ab 15. Januar 2024 | Ausland                      | Demokraten: 13 Delegierte 4 Superdelegierte | Global Party Run Primary 1. Joe Biden (80,1 %) 13 2. Unentschlossen (13,2 %) 0 3. Marianne Williamson (6,7 %) 0 | Beteiligung an den Vorwahlen der Heimat-Bundesstaaten |
| 12. März 2024 | Georgia                      | Demokraten: 108 Delegierte 15 Superdelegierte Republikaner: 59 Delegierte 0 unverpflichtete Delegierte                                                               | Primary 1. Joe Biden (95,2 %) 108 2. Marianne Williamson (3,0 %) 0 Dean Phillips (1,8 %) 0 | Primary 1. Donald Trump (84,5 %) 59 2. Sonstige (kumuliert) (0,1 %) 0 Nikki Haley (13,2 %) 0 Ron DeSantis (1,3 %) 0 Chris Christie (0,3 %) 0 Tim Scott (0,2 %) 0 Vivek Ramaswamy (0,2 %) 0 Asa Hutchinson (0,1 %) 0 Ryan L. Binkley (0,1 %) 0 |
| Demokraten: 6. März 2024 Republikaner: 12. März 2024 | Hawaii                       | Demokraten: 22 Delegierte 9 Superdelegierte Republikaner: 19 Delegierte 0 unverpflichtete Delegierte                                                                 | Caucus 1. Joe Biden (66,0 %) 15 2. Unentschlossen (29,2 %) 7 3. Marianne Williamson (3,2 %) 0 4. Dean Phillips (1,0 %) 0 5. Jason Michael Palmer (0,4 %) 0 6. Mando Perez Serrato (0,3 %) 0 | Precinct Caucuses 1. Donald Trump (97,1 %) 19 2. Sonstige (kumuliert) (0,1 %) 0 Nikki Haley (1,5 %) 0 Vivek Ramaswamy (0,6 %) 0 Ron DeSantis (0,6 %) 0 Chris Christie (0,2 %) 0 |
| 12. März 2024 | Mississippi                  | Demokraten: 35 Delegierte 5 Superdelegierte Republikaner: 40 Delegierte 0 unverpflichtete Delegierte                                                                 | Primary 1. Joe Biden (100,0 %) 35 | Primary 1. Donald Trump (92,5 %) 40 Nikki Haley (5,4 %) 0 Ron DeSantis (1,6 %) 0 Vivek Ramaswamy (0,4 %) 0 |
| 12. März 2024 | Washington                   | Demokraten: 92 Delegierte 19 Superdelegierte Republikaner: 43 Delegierte 0 unverpflichtete Delegierte                                                                | Primary 1. Joe Biden (83,5 %) 92 2. Unentschlossen (9,8 %) 0 3. Marianne Williamson (2,8 %) 0 4. Write-In (kumuliert) (1,2 %) 0 Dean Phillips (2,8 %) 0 | Primary 1. Donald Trump (76,0 %) 43 2. Write-In (kumuliert) (0,6 %) 0 Nikki Haley (19,1 %) 0 Ron DeSantis (2,3 %) 0 Chris Christie (1,1 %) 0 Vivek Ramaswamy (0,9 %) 0 |
| Demokraten: 5. März – 12. März 2024 Republikaner: 15. März 2024 | Nördliche Marianen           | Demokraten: 6 Delegierte 5 Superdelegierte Republikaner: 9 Delegierte 0 unverpflichtete Delegierte                                                                   | Party-run Primary 1. Joe Biden (93,9 %) 6 2. Jason Palmer (4,0 %) 0 3. Marianne Williamson (2,0 %) 0 | Commonwealth Convention 1. Donald Trump (92,7 %) 9 Nikki Haley (7,3 %) 0 |
| Demokraten: 8. Juni 2024 Republikaner: 16. März 2024 | Guam                         | Demokraten: 7 Delegierte 5 Superdelegierte Republikaner: 9 Delegierte 0 unverpflichtete Delegierte                                                                   | Caucus Es wurde eine Delegation von Biden-Unterstützern gewählt. Das genaue Wahlergebnis liegt nicht vor. 1. Joe Biden 7 | Territorial Convention 1. Donald Trump (100,0 %) 9 |
| 19. März 2024 | Arizona                      | Demokraten: 72 Delegierte 13 Superdelegierte Republikaner: 43 Delegierte 0 unverpflichtete Delegierte                                                                | Primary 1. Joe Biden (89,3 %) 72 2. Marianne Williamson (3,8 %) 0 3. Frankie Lozada (1,2 %) 0 4. Jason Palmer (0,9 %) 0 5. Stephen Lyons (0,7 %) 0 Dean Phillips (2,8 %) 0 Gabriel Cornejo (1,5 %) 0 | Primary 1. Donald Trump (78,8 %) 43 2. David Stuckenberg (0,2 %) 0 3. John Anthony Castro (0,1 %) 0 Nikki Haley (17,8 %) 0 Ron DeSantis (1,6 %) 0 Chris Christie (0,8 %) 0 Vivek Ramaswamy (0,4 %) 0 Ryan L. Binkley (0,1 %) 0 Asa Hutchinson (0,1 %) 0 |
| 19. März 2024 | Delaware                     | Demokraten: 19 Delegierte 15 Superdelegierte Republikaner: 16 Delegierte 0 unverpflichtete Delegierte                                                                | Department of Elections Keine reguläre Vorwahl, da nur ein Kandidat 1. Joe Biden 19 | Department of Elections Keine reguläre Vorwahl, da nur ein Kandidat 1. Donald Trump 16 |
| Demokraten: 19. Dezember 2023 Republikaner: 19. März 2024 | Florida                      | Demokraten: 224 Delegierte 30 Superdelegierte Republikaner: 125 Delegierte 0 unverpflichtete Delegierte                                                              | Department of State, Division of Elections Keine reguläre Vorwahl, da nur ein Kandidat 1. Joe Biden 224 | Primary 1. Donald Trump (81,2 %) 125 Nikki Haley (13,9 %) 0 Ron DeSantis (3,7 %) 0 Chris Christie (0,8 %) 0 Vivek Ramaswamy (0,3 %) 0 Ryan L. Binkley (0,1 %) 0 Asa Hutchinson (0,1 %) 0 |
| 19. März 2024 | Illinois                     | Demokraten: 147 Delegierte 30 Superdelegierte Republikaner: 64 Delegierte 0 unverpflichtete Delegierte                                                               | Primary 1. Joe Biden (91,5 %) 147 2. Marianne Williamson (3,6 %) 0 3. Frankie Lozada (1,8 %) 0 Dean Phillips (3,2 %) 0 | Primary 1. Donald Trump (80,5 %) 64 Nikki Haley (14,5 %) 0 Ron DeSantis (2,9 %) 0 Chris Christie (1,6 %) 0 Ryan L Binkley (0,5 %) 0 |
| 19. März 2024 | Kansas                       | Demokraten: 33 Delegierte 6 Superdelegierte Republikaner: 39 Delegierte 0 unverpflichtete Delegierte                                                                 | Primary 1. Joe Biden (83,7 %) 33 2. Gegen alle (10,3 %) 0 3. Marianne Williamson (3,5 %) 0 4. Jason Michael Palmer (1,2 %) 0 Dean Phillips (1,3 %) 0 | Primary 1. Donald Trump (75,5 %) 39 2. Gegen alle (5,2 %) 0 Nikki Haley (16,1 %) 0 Ron DeSantis (2,7 %) 0 Ryan L. Binkley (0,5 %) 0 |
| 19. März 2024 | Ohio                         | Demokraten: 127 Delegierte 17 Superdelegierte Republikaner: 79 Delegierte 0 unverpflichtete Delegierte                                                               | Primary 1. Joe Biden (87,1 %) 123 Dean Phillips (12,9 %) 4 | Primary 1. Donald Trump (79,2 %) 79 Nikki Haley (14,4 %) 0 Ron DeSantis (3,4 %) 0 Chris Christie (1,8 %) 0 Vivek Ramaswamy (1,3 %) 0 |
| 23. März 2024 | Louisiana                    | Demokraten: 48 Delegierte 5 Superdelegierte Republikaner: 47 Delegierte 0 unverpflichtete Delegierte                                                                 | Primary 1. Joe Biden (86,1 %) 48 2. Marianne Williamson (4,7 %) 0 3. Stephen P. Lyons (2,3 %) 0 4. Bob Ely (1,6 %) 0 5. Frankie Lozada (1,3 %) 0 6. Mando Perez-Serrato (0,7 %) 0 7. Cenk Uygur (0,7 %) 0 Dean Phillips (2,6 %) 0 | Primary 1. Donald Trump (89,8 %) 47 2. Rachel Hannah "MoHawk" Swift (0,2 %) 0 3. David Stuckenberg (0,1 %) 0 Nikki Haley (6,8 %) 0 Ron DeSantis (1,6 %) 0 Chris Christie (0,7 %) 0 Vivek Ramaswamy (0,3 %) 0 Ryan L. Binkley (0,3 %) 0 Asa Hutchinson (0,1 %) 0 |
| 2. April 2024 | Connecticut                  | Demokraten: 60 Delegierte 14 Superdelegierte Republikaner: 28 Delegierte 0 unverpflichtete Delegierte                                                                | Primary 1. Joe Biden (84,7 %) 60 2. Unentschlossen (11,6 %) 0 3. Marianne Williamson (2,3 %) 0 4. Cenk Uygur (0,5 %) 0 Dean Phillips (0,9 %) 0 | Primary 1. Donald Trump (77,9 %) 28 2. Unentschlossen (4,9 %) 0 Nikki Haley (14,0 %) 0 Ron DeSantis (2,9 %) 0 Ryan Binkley (0,4 %) 0 |
| 2. April 2024 | New York                     | Demokraten: 268 Delegierte 39 Superdelegierte Republikaner: 91 Delegierte 0 unverpflichtete Delegierte                                                               | Primary 1. Joe Biden (91,5 %) 268 2. Marianne Williamson (4,9 %) 0 Dean Phillips (3,6 %) 0 11,5 % der abgegebenen Stimmen waren leere Stimmzettel („Blank“), welche für die Demokratische Partei separat erfasst werden und von dieser als Proteststimmen respektiert werden. | Primary 1. Donald Trump (81,8 %) 91 Nikki Haley (13,1 %) 0 Chris Christie (4,1 %) 0 Vivek Ramaswamy (1,0 %) 0 |
| 2. April 2024 | Rhode Island                 | Demokraten: 26 Delegierte 9 Superdelegierte Republikaner: 19 Delegierte 0 unverpflichtete Delegierte                                                                 | Primary 1. Joe Biden (80,7 %) 25 2. Unentschlossen (14,5 %) 1 3. Write-In (kumuliert) (2,2 %) 0 Dean B. Phillips (2,5 %) 0 | Primary 1. Donald Trump (83,7 %) 17 2. Unentschlossen (2,0 %) 0 3. Write-In (kumuliert) (0,9 %) 0 Nikki Haley (10,5 %) 2 Ron DeSantis (1,4 %) 0 Chris Christie (1,2 %) 0 Vivek G. Ramaswamy (0,3 %) 0 |
| 2. April 2024 | Wisconsin                    | Demokraten: 82 Delegierte 13 Superdelegierte Republikaner: 41 Delegierte 0 unverpflichtete Delegierte                                                                | Primary 1. Joe Biden (88,0 %) 82 2. Delegierte ohne Anweisung (8,3 %) 0 3. Write-In (kumuliert) (0,7 %) 0 Dean B. Phillips (3,0 %) 0 | Primary 1. Donald Trump (79,0 %) 41 2. Delegierte ohne Anweisung (2,2 %) 0 3. Write-In (kumuliert) (0,3 %) 0 Nikki Haley (12,7 %) 0 Ron DeSantis (3,3 %) 0 Chris Christie (1,6 %) 0 Vivek Ramaswamy (0,9 %) 0 |
| Demokraten: 13. April 2024 Republikaner: 18. – 20. April 2024 | Wyoming                      | Demokraten: 13 Delegierte 4 Superdelegierte Republikaner: 29 Delegierte 0 unverpflichtete Delegierte                                                                 | Presidential Preference County Caucuses 1. Joe Biden (96,0 %) 13 2. Unentschlossen (3,2 %) 0 3. David Michael Olscamp (0,5 %) 0 4. Marianne Williamson (0,2 %) 0 | State Convention Donald Trump hat sämtliche Delegierte zugeteilt bekommen. Das genaue Ergebnis der Abstimmung liegt nicht vor. 1. Donald Trump 29 |
| Demokraten: 28. April 2024 Republikaner: 21. April 2024 | Puerto Rico                  | Demokraten: 55 Delegierte 5 Superdelegierte Republikaner: 23 Delegierte 0 unverpflichtete Delegierte                                                                 | Party-run Primary 1. Joe Biden (89,3 %) 55 2. Marianne Williamson (6,2 %) 0 Dean B. Phillips (4,5 %) 0 | Party-run Primary 1. Donald Trump (96,2 %) 23 2. Sonstige (kumuliert) (3,8 %) 0 |
| 23. April 2024 | Pennsylvania                 | Demokraten: 159 Delegierte 28 Superdelegierte Republikaner: 16 Delegierte 51 unverpflichtete Delegierte                                                              | Primary 1. Joe Biden (93,2 %) 159 Dean Phillips (6,8 %) 0 | Primary 1. Donald Trump (83,4 %) 16 Nikki Haley (16,6 %) 0 |
| Demokraten: 4. Juni 2024 Republikaner: März 2024 – 2. Mai 2024 | South Dakota                 | Demokraten: 16 Delegierte 4 Superdelegierte Republikaner: 0 Delegierte 29 unverpflichtete Delegierte                                                                 | Primary 1. Joe Biden (74,6 %) 16 2. Marianne Williamson (11,6 %) 0 3. Armando Perez-Serrato (4,3 %) 0 Dean Phillips (9,6 %) 0 | South Dakota Secretary of State – Division of Election Keine reguläre Vorwahl, da nur ein Kandidat 1. Donald Trump 0 National Convention Delegate Selection Meeting Die Delegierten sind nicht gebunden. |
| Demokraten: 23. März 2024 Republikaner: 2. März – 4. Mai 2024 | Missouri                     | Demokraten: 64 Delegierte 6 Superdelegierte Republikaner: 54 Delegierte 0 unverpflichtete Delegierte                                                                 | Party-run Primary 1. Joe Biden (85,3 %) 61 2. Unentschlossen (11,7 %) 3 3. Marianne Williamson (1,6 %) 0 4. Stephen P. Lyons (0,2 %) 0 5. Jason Michael Palmer (0,2 %) 0 6. Armando Perez-Serrato (0,1 %) 0 Dean Phillips (0,9 %) 0 | Precinct Caucuses Donald Trump hat sämtliche Delegierte für die State Convention aus allen Wahlbezirken zugeteilt bekommen. Der genaue Stimmenanteil für ihn sowie die anderen Kandidaten Nikki Haley und David Stuckenberg liegt nicht vor. State Convention Es wurde eine Delegation von Trump-Unterstützern gewählt. Das genaue Wahlergebnis liegt nicht vor. 1. Donald Trump 54                                                                          |
| 7. Mai 2024 | Indiana                      | Demokraten: 79 Delegierte 9 Superdelegierte Republikaner: 58 Delegierte 0 unverpflichtete Delegierte                                                                 | Primary 1. Joe Biden (100,0 %) 79 | Primary 1. Donald Trump (78,3 %) 58 Nikki Haley (21,7 %) 0 |
| 14. Mai 2024 | Maryland                     | Demokraten: 95 Delegierte 23 Superdelegierte Republikaner: 37 Delegierte 0 unverpflichtete Delegierte                                                                | Primary 1. Joe Biden (87,1 %) 95 2. Unentschlossen (9,7 %) 0 3. Marianne Williamson (1,9 %) 0 Dean Phillips (1,2 %) 0 | Primary 1. Donald Trump (77,3 %) 37 Nikki Haley (22,7 %) 0 |
| 14. Mai 2024 | Nebraska                     | Demokraten: 29 Delegierte 5 Superdelegierte Republikaner: 36 Delegierte 0 unverpflichtete Delegierte                                                                 | Primary 1. Joe Biden (90,2 %) 28 Dean Phillips (9,8 %) 1 | Primary 1. Donald Trump (79,9 %) 36 Nikki Haley (18,2 %) 0 Perry Johnson (1,9 %) 0 |
| 14. Mai 2024 | West Virginia                | Demokraten: 20 Delegierte 5 Superdelegierte Republikaner: 32 Delegierte 0 unverpflichtete Delegierte                                                                 | Primary 1. Joe Biden (70,5 %) 20 2. Jason Michael Palmer (11,5 %) 0 3. Stephen P. Lyons (7,6 %) 0 4. Mando Perez-Serrato (2,9 %) 0 Dean Phillips (7,5 %) 0 | Primary 1. Donald Trump (88,4 %) 32 2. Rachel Hanna MoHawk Swift (sic!) (1,0 %) 0 Nikki Haley (9,4 %) 0 Ryan L. Binkley (0,7 %) 0 David Stuckenberg (0,5 %) 0 |
| 21. Mai 2024 | Kentucky                     | Demokraten: 53 Delegierte 6 Superdelegierte Republikaner: 46 Delegierte 0 unverpflichtete Delegierte                                                                 | Primary 1. Joe Biden (71,3 %) 45 2. Unentschlossen (17,9 %) 8 3. Marianne Williamson (6,1 %) 0 Dean Phillips (4,7 %) 0 | Primary 1. Donald Trump (85,0 %) 46 2. Unentschlossen (3,6 %) 0 Nikki Haley (6,4 %) 0 Ron DeSantis (3,1 %) 0 Chris Christie (1,0 %) 0 Vivek Ramaswamy (0,6 %) 0 Ryan L. Binkley (0,4 %) 0 |
| 21. Mai 2024 | Oregon                       | Demokraten: 66 Delegierte 12 Superdelegierte Republikaner: 31 Delegierte 0 unverpflichtete Delegierte                                                                | Primary 1. Joe Biden (87,1 %) 66 2. Marianne Williamson (7,4 %) 0 3. Write-In (kumuliert) (5,5 %) 0 | Primary 1. Donald Trump (91,6 %) 31 2. Write-In (kumuliert) (8,4 %) 0 |
| Demokraten: 4. Juni 2024 Republikaner: 18. Mai 2024 – 4. Juni 2024 | Montana                      | Demokraten: 20 Delegierte 5 Superdelegierte Republikaner: 0 Delegierte 31 unverpflichtete Delegierte                                                                 | Primary 1. Joe Biden (91,1 %) 20 2. Kein bevorzugter Kandidat (8,9 %) 0 | Delegate Convention Die Delegierten sind nicht fest einem Kandidaten zugeordnet, sollen aber proportional für die Kandidaten stimmen, die mehr als 5 % auf der Convention erhalten haben. Eine Abstimmung über einen Kandidaten findet jedoch nicht statt. Non Binding Advisory Primary 1. Donald Trump (90,9 %) 0 2. Kein bevorzugter Kandidat (9,1 %) 0 |
| 4. Juni 2024 Aufgrund der regelwidrig nach dem 31. Mai erfolgenden Delegiertenzuteilung nur zwölf statt 49 Delegierte bei den Republikanern | New Jersey                   | Demokraten: 126 Delegierte 19 Superdelegierte Republikaner: 12 Delegierte 0 unverpflichtete Delegierte                                                               | Primary 1. Joe Biden (88,2 %) 124 2. Unentschlossen / Waffenstillstand (9,0 %) 2 3. Terrisa Bukovinac (2,7 %) 0 | Primary 1. Donald Trump (100,0 %) 12 |
| Demokraten: 4. Juni 2024 Republikaner: 27. April – 4. Juni 2024 | New Mexico                   | Demokraten: 34 Delegierte 11 Superdelegierte Republikaner: 0 Delegierte 22 unverpflichtete Delegierte                                                                | Primary 1. Joe Biden (83,5 %) 34 2. Unentschlossen (9,7 %) 0 3. Marianne Williamson (6,7 %) 0 | State Convention Die Delegierten sind nicht gebunden. Non Binding Advisory Primary 1. Donald Trump (84,5 %) 0 2. Unentschlossen (3,3 %) 0 Nikki Haley (8,6 %) 0 Chris Christie (2,6 %) 0 Vivek Ramaswamy (0,9 %) 0 |

#### Sieger in den einzelnen Countys
| Demokraten | Republikaner                                        |
| --- | --------------------------------------------------- |
| |                                                     |
| Joe Biden 50–60 % Joe Biden 60–70 % Joe Biden 70–80 % Joe Biden 80–90 % Joe Biden 90–100 % noch nicht bekannt gegeben | Donald Trump Nikki Haley noch nicht bekannt gegeben |

## Green Party und Libertarian Party

### Kandidaten (Green/Libertarian)
Beide Parteien haben keine verpflichteten Delegierten – der Sieg bei Vorwahlen erhöht allerdings die Wahrscheinlichkeit der Nominierung. Die Zahl der Kandidaten entspricht daher nur der Zahl der maximal aus dem jeweiligen Bundesstaat möglichen Delegierten.
Auf Grund der Bestimmungen des US-amerikanischen Wahlrechts steht den kleinen Parteien nicht in jedem Bundesstaat eine Teilnahme an Vorwahlen zu. So wird u. a. eine Unterschriftenliste mit mindestens 500 Unterstützern verlangt. Daher ist es noch keiner Kleinpartei gelungen, in mehr als 10 Staaten Vorwahlen abzuhalten. In kleinen Staaten ist dies auch für die beiden größten Kleinparteien nur schwer zu stemmen, so hatte die Libertarian Party in New Hampshire Anfang 2020 nur 110 Mitglieder. Beide Parteien führen jedoch nicht überall Vorwahlen durch, wo dies möglich wäre. Dies ist möglich, nachdem Demokraten und Libertäre 1996 gemeinsam gegen die Pflicht zu Vorwahlen Klage erhoben und den Prozess gewonnen haben. Von diesem erkämpften Recht machten 2024 neben Grünen und Libertären auch die Demokraten Gebrauch. Die Vorwahlen der Libertarian Party sind unverbindlich, der Sieg in möglichst vielen Staaten erhöht die Wahrscheinlichkeit, letztlich nominiert zu werden. Dies gilt auch für die Green Party.
Die Wahl des Präsidentschaftskandidaten nach Abschluss der Vorwahlen der Libertarian Party erfolgt rundenweise, wobei der jeweils schwächste Kandidat nicht zur nächsten Runde zugelassen wird. Im 7. Wahlgang gewann Chase Oliver mit 60,6 % (497 Stimmen) und wurde somit Präsidentschaftskandidat. Gegen alle stimmten 36,6 % (300 Stimmen), Write-In-Kandidaten (kumuliert) erhielten zusammen 2,8 % (23 Stimmen).
Am 17. August 2024 wurde Jill Stein zur Präsidentschaftskandidatin der Green Party mit 267 von 293 Stimmen gewählt. Jasmine Sherman erhielt 13 Stimmen, Enthaltungen 7 Stimmen, Gegen alle 3 Stimmen, Davi 2 Stimmen, Ajamu Baraka ½ Stimme, Randy Toler ½ Stimme.
| Green Party                                                                                            |                                                                                               |            |                   |
| |                                                                                               |            |                   |
| Kandidat                                                                                               | Kandidat                                                                                      | Delegierte | gewonnene Staaten |
| Jill Stein                                                                                             | Jill Stein Öko-Aktivistin, Mitglied des – Town Meetings von Lexington                         | 49         | 1                 |
| | Randy Toler Co-Vorsitzender der Florida Green Party, mehrfacher Kandidat für politische Ämter | x          | x                 |
| | Robert Cooke IV Selbsternannter christlicher Prophet evtl. nicht offiziell anerkannt          | x          | x                 |
| | Dashaun „Daví“ Davis Künstler und Spiritualist evtl. nicht offiziell anerkannt                | x          | x                 |
| | Jasmine Sherman CEO der Greater Charlotte Rise evtl. nicht offiziell anerkannt                | x          | x                 |
| | Jorge Zavala CEO von Showroom Doctor Z Inc evtl. nicht offiziell anerkannt                    | x          | x                 |
| ausgeschiedene Kandidaten:                                                                             |                                                                                               |            |                   |
| Delegierte gesamt: 402 (202 zum Sieg) Termin Presidential Nominating Convention: 15. – 18. August 2024 |                                                                                               |            |                   |

| Libertarian Party                                                                                       | |            |                   |
| Chase Oliver Michael Rectenwald Mike ter Maat Joshua Smith noch nicht bekannt gegeben                   | |            |                   |
| Kandidat                                                                                                | Kandidat                                                                                               | Delegierte | gewonnene Staaten |
| | Charles Ballay HNO-Arzt                                                                                |            | 0                 |
| Jacob Hornberger                                                                                        | Jacob Hornberger Gründer und Präsident der Future of Freedom Foundation, Präsidentschaftskandidat 2000 |            | 1                 |
| Lars Mapstead                                                                                           | Lars Mapstead Unternehmer (ehem. Eigentümer der Penthouse)                                             |            | 0                 |
| Chase Oliver                                                                                            | Chase Oliver ehem. Vorsitzender der Atlanta Libertarian Party                                          |            | 0                 |
| Michael Rectenwald                                                                                      | Michael Rectenwald Prof. em.                                                                           |            | 0                 |
| | Robert Sansome Air-Force-Veteran, Unternehmer                                                          |            | 0                 |
| Joshua Smith                                                                                            | Joshua Smith stellv. Vorsitzender des Libertarian National Committee                                   |            | 0                 |
| | Mike ter Maat Unternehmer                                                                              |            | 0                 |
| ausgeschiedene Kandidaturen:                                                                            | |            |                   |
| Delegierte gesamt: 1.051 (526 zum Sieg) Termin 2024 Libertarian National Convention: 23. – 27. Mai 2024 | |            |                   |

### Einzelergebnisse Grün und Libertär
| Datum                                                                      | Bundesstaat      | Delegierte                                     | Ergebnis Green Platzierung, Kandidat, Stimmenanteil, Delegierte | Ergebnis Libertarian Platzierung, Kandidat, Stimmenanteil, Delegierte |
| -------------------------------------------------------------------------- | ---------------- | ---------------------------------------------- | --- | --- |
| Grüne: -- Libertäre: 15. Januar 2024                                       | Iowa             | Grüne: - Delegierte Libertäre: 11 Delegierte   | keine Berechtigung zur Vorwahl | Caucus Presidential Straw Poll 1. Chase Oliver (42,7 %) 2. Michael Rectenwald (16,9 %) 3. Mike ter Maat (13,5 %) 4. Joshua Smith (13,5 %) 5. Vivek Ramaswamy (4,5 %) 6. Mario Perales (2,3 %) 7. Robert Sansone (2,3 %) 8. Jacob Hornberger (1,1 %) 9. Lars Mapstead (1,1 %) 10. Art Olivier (1,1 %) 11. Gegen alle (1,1 %)                       |
| Grüne: 14. Februar – 4. März 2024 Libertäre: --                            | Pennsylvania     | Grüne: 13 Delegierte Libertäre: 44 Delegierte  | Caucus (Party run primary) 1. Jill Stein (75,2 %) 10 2. Jasmine Sherman (19,4 %) 3 3. Jorge Zavala (3,9 %) 0 4. Cornel West Write-In (0,8 %) 0 5. Unerklärt (0,8 %) 0 | keine Berechtigung zur Vorwahl |
| Grüne: --. Libertäre: 5. März 2024                                         | Massachusetts >  | Grüne: - Delegierte Libertäre: 22 Delegierte   | keine Berechtigung zur Vorwahl | Primary 1. Kein bevorzugter Kandidiat (40,0 %) -- 2. Chase Russell Oliver (14,6 %) -- 3. Jacob George Hornberger (11,0 %) -- 4. Michael D. Rectenwald (5,5 %) -- 5. Lars Damian Mapstead (4,0 %) -- 6. Michael Ter Maat (3,2 %) -- 7. Write-In (kumuliert) (21,7 %) --                                                                            |
| 5. März 2024                                                               | North Carolina   | Grüne: 4 Delegierte Libertäre: 26 Delegierte   | Verzicht auf Vorwahlen | Primary 1. Kein bevorzugter Kandidiat (40,5 %) -- 2. Chase Oliver (13,3 %) -- 3. David Dunlap (9,1 %) -- 4. Jacob Hornberger (7,0 %) -- 5. Joshua Smith (7,0 %) -- 6. Beau Lindsey (6,3 %) -- 7. Michael Rectenwald (3,9 %) -- 8. Charles Ballay (3,6 %) -- 9. Lars Mapstead (3,5 %) -- 10. Toad Anderson (3,2 %) -- 11. Mike ter Maat (2,7 %) -- |
| 5. März 2024                                                               | Kalifornien      | Grüne: 43 Delegierte Libertäre: 103 Delegierte | Primary 1. Jill Stein (100,0 %) -- 2. Write-In (kumuliert) (0,0 %) --                                                                                                 | Primary 1. Charles Ballay (98,6 %) -- 2. Chase Oliver Write-In (1,4 %) -- |
| Grüne: -- Libertäre: 5. März 2024                                          | Oklahoma         | Grüne: -- Delegierte Libertäre: 11 Delegierte  | keine Berechtigung zur Vorwahl | Primary 1. Chase Oliver (61,1 %) -- 2. Jacob Hornberger (38,9 %) -- |
| 19. März 2024                                                              | Arizona          | Grüne: 4 Delegierte Libertäre: 26 Delegierte   | Presidential Preference Election 1. Dr. Jill Stein (73,5 %) 3 2. Jasmine Sherman (23,5 %) 1 3. Jorge Zavala (3,0 %) 0                                                 | keine Berechtigung zur Vorwahl |
| 14. Mai 2024                                                               | Nebraska         | Grüne: xx Delegierte Libertäre: 9 Delegierte   | | Primary 1. Chase Russell Oliver (27,6 %) -- 2. Charles Balley (21,2 %) -- 3. Jacob Hornberger (18,2 %) -- 4. Lars Mapstead (16,1 %) -- 5. Michael Rectenwald (10,7 %) -- 6. Mike ter Maat (6,2 %) -- |
| 14. Mai 2024 Die West Virginia Mountain Party ist Teil der Green Party US. | West Virginia    | Grüne: xx Delegierte Libertäre: 7 Delegierte   | Primary 1. Jill Stein (100,0 %) x | |
| 4. Juni 2024                                                               | Montana          | Grüne: xx Delegierte Libertäre: 6 Delegierte   | Primary 1. Kein bevorzugter Kandidiat (100,0 %) x | |
| 4. Juni 2024                                                               | New Mexico       | Grüne: xx Delegierte Libertäre: 7 Delegierte   | keine Berechtigung zur Vorwahl | Primary 1. Lars Mapstead (56,5 %) -- 2. Unentschlossen (43,5 %) 0 |
| 4. Juni 2024                                                               | Washington, D.C. | Grüne: xx Delegierte Libertäre: 3 Delegierte   | Primary 1. Jill Stein Write-In (100,0 %) x | |

## Weitere Parteien
Drei weitere Parteien stellen Präsidentschaftskandidaten auf, die teils von weiteren Parteien unterstützt werden. Keine der Parteien erscheint in genügend Staaten auf dem Stimmzettel, um zumindest theoretisch die Präsidentschaftswahl gewinnen zu können. Ein Wahlsieg ist daher selbst mit den Staaten mit Write-in auch theoretisch nicht möglich.
Nur die Constitution Party erscheint in mehr als 10 Staaten auf dem Stimmzettel, was zumindest theoretisch Zugriff auf 124 von 538 Wahlleuten des Electoral College ermöglicht (ohne Staaten mit Write-in). Der Präsidentschaftskandidat wird ohne explizierte Vorwahlen auf der Constitution Party National Convention (24.–27. April 2024) bestimmt, nachdem 2020 noch drei Vorwahlen durchgeführt wurden.
Die Peace and Freedom Party stellt als Kandidaten auf:
- Claudia de la Cruz, linke Aktivistin, Präsidentschaftskandidat der Party for Socialism and Liberation
- Jasmine Sherman, Aktivistin
- Cornel West, Theologe und Philosoph, tritt als Unabhängiger zur Präsidentschaftswahl an

Die Legal Marijuana Now Party stellt als Kandidaten auf:
- Edward Forchion, Rastafari-Aktivist, mehrfacher Kandidat für politische Ämter
- Krystal Gabel, Marijuana-Legalisierungs-Aktivistin, mehrfache Kandidatin für politische Ämter
- Rudy Reyes, Archäologe, mehrfacher Kandidat für politische Ämter
- Dennis Schuller, Vorsitzender der Minnesota Legal Marijuana Now Party
- Vermin Supreme, Performance-Künstler und Aktivist für Anarchismus, mehrfach in den Präsidentschaftsvorwahlen (zuletzt 2020 für die Libertarian), tritt auch bei den Demokraten an

Die einzige Vorwahl der Legal Marijuana Now Party ist die erste Vorwahl einer third party in Minnesota seit 1916. An der Vorwahl in Nebraska wurde teilgenommen, es wurden jedoch keine Kandidaten für die Präsidentschaft aufgestellt.
| American Independent                                                                                         | Legal Marijuana Now Party | Peace and Freedom Party                                                                                       |
| --- | --- | --- |
| Kalifornien                                                                                                  | Minnesota | Kalifornien                                                                                                   |
| 5. März 2024 Primary 1. James Bradley (100,0 %) x 2. Sonstige (nur Andrew George Rummel, Write-In) (0,0 %) x | 5. März 2024 Primary 1. Krystal Gabel (28,8 %) x 2. Dennis Schuller (17,4 %) x 3. Vermin Supreme (15,1 %) x 4. Rudy Reyes (13,9 %) x 5. Edward Forchion (6,4 %) x 6. Willie Nelson Write-in (0,7 %) x 7. Sonstige Write-in (kumuliert) (17,7 %) x | 5. März 2024 Primary 1. Claudia De la Cruz (47,0 %) x 2. Cornel West (39,9 %) x 3. Jasmine Sherman (13,1 %) x |